# Glencarse

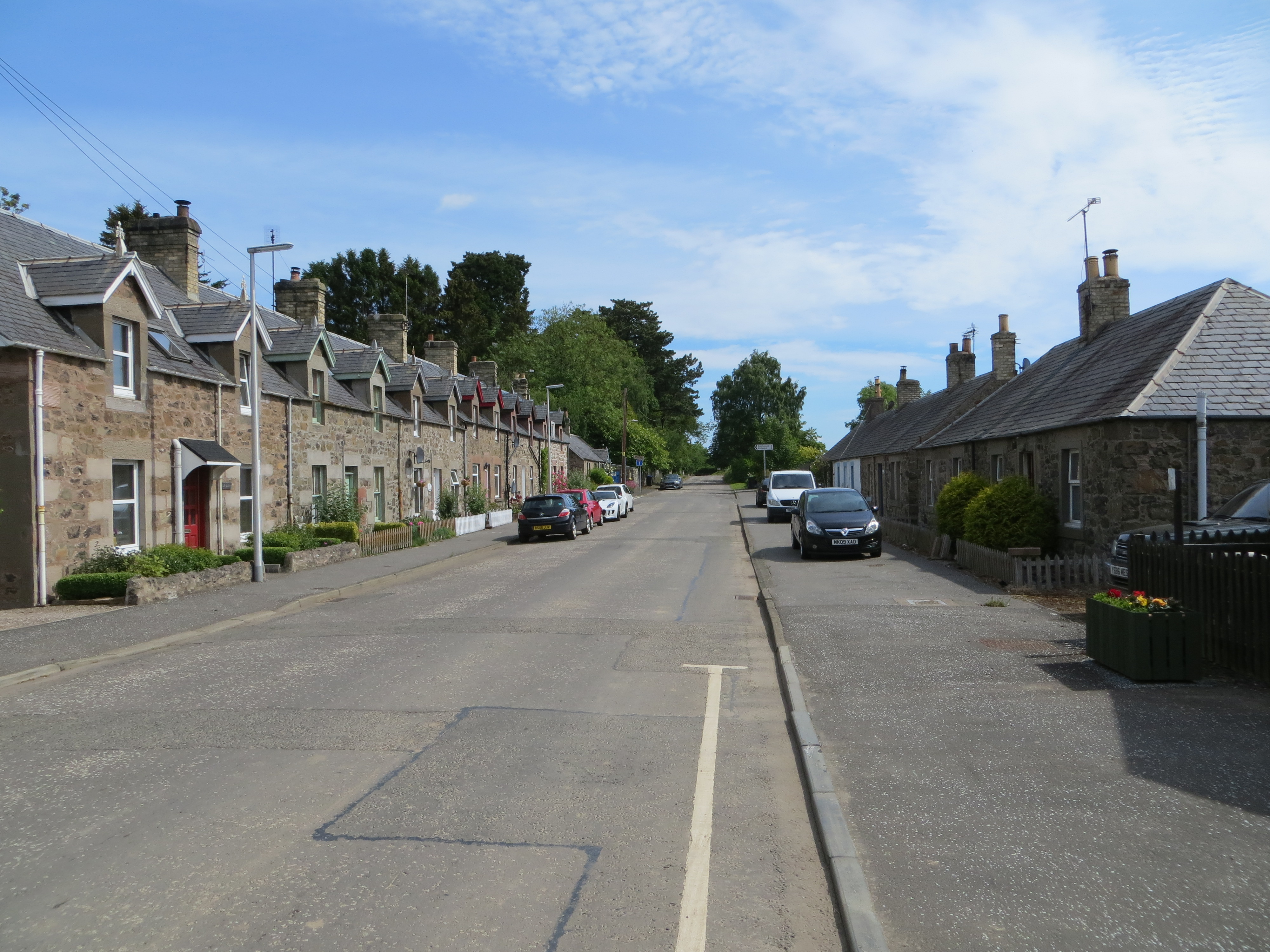
Durchgangsstraße des Ortes

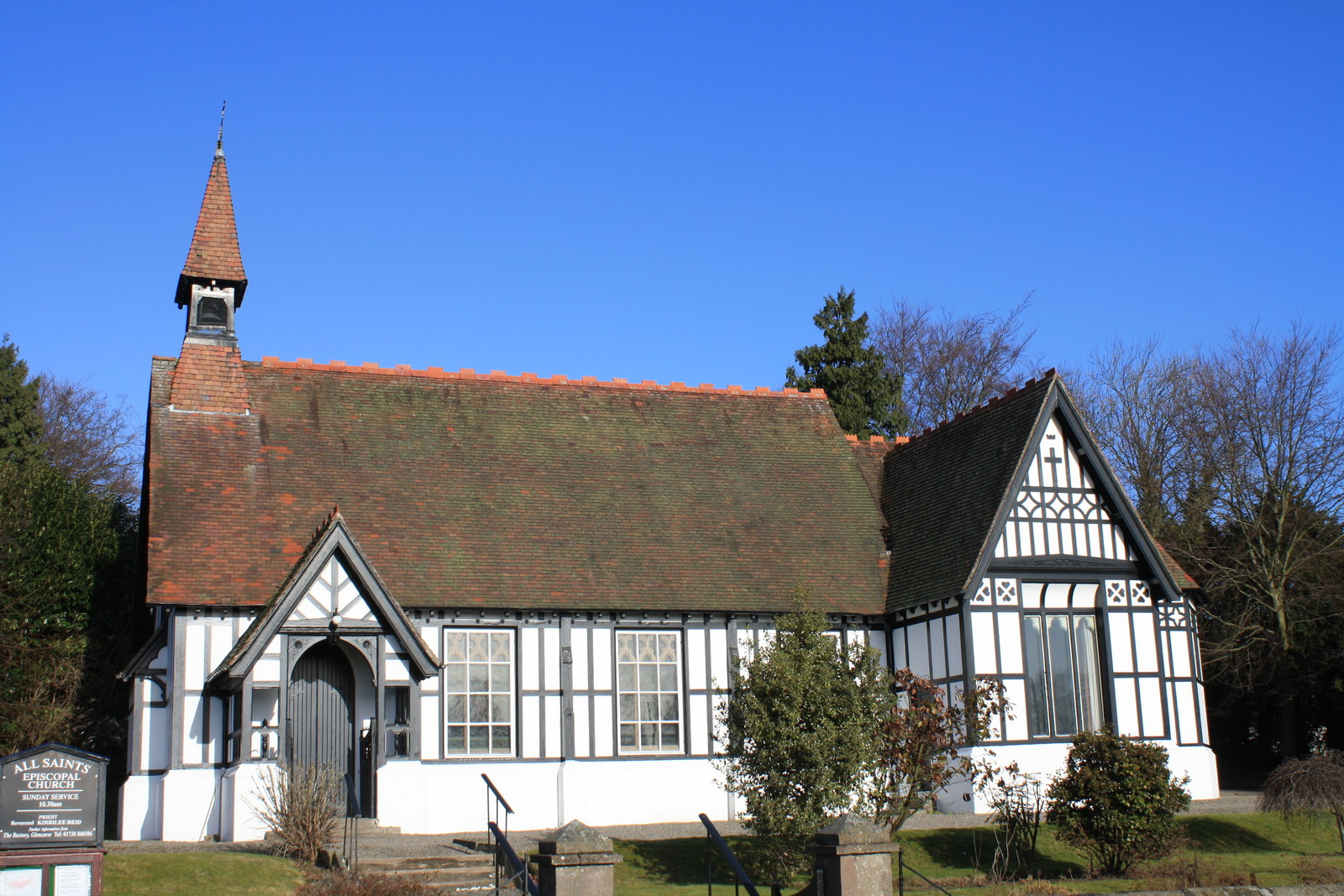
Die Kirche in Glencarse

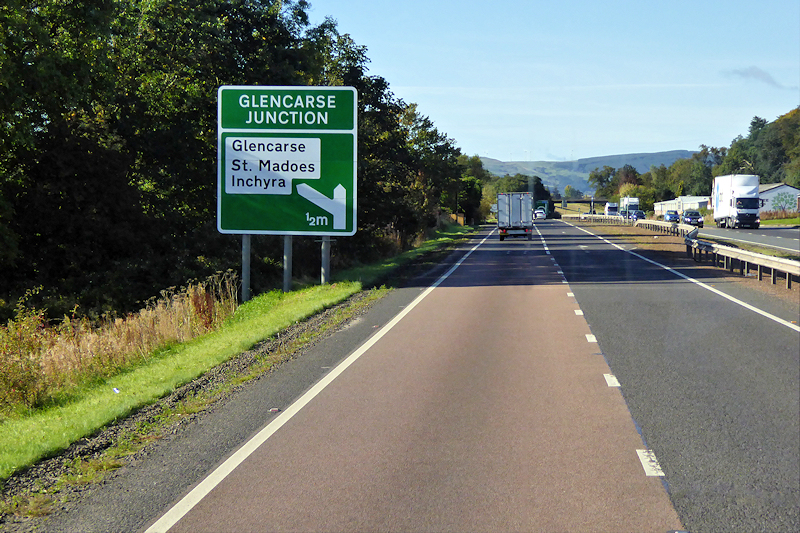
Abfahrt von der A90

Glencarse ist eine Ortschaft, die im Norden von Schottland zwischen Perth im Westen und Dundee im Osten in der Region Perth and Kinross liegt. Im Rahmen der historischen Gliederung Schottlands in Civil Parishes zählt es zu Kinfauns, das zu Perthshire gehörte.

## Geographie
Glencarse liegt am Südrand der Sidlaw Hills in der angrenzenden, flachen Landschaft Carse of Gowrie. Der aus der Hügellandschaft kommende Bach Pow of Glencarse mündet in den Cairnie Pow, der etwas weiter im Südwesten bei Inchyra in den Firth of Tay fließt. Nach Perth sind es etwa sechs Kilometer.
Südöstlich von Glencarse führen zwei zentrale Verkehrsachsen zwischen Perth und Dundee vorbei. Zur Fernstraße A90 besteht Anschluss etwas westlich, gemeinsam mit St Madoes auf der südlichen Seite. Der an der, parallel verlaufenden Bahnstrecke seit 1847 bestehende Haltepunkt Glencarse wurde 1956 geschlossen.

## Historisch Bedeutsames
Im Ort steht die Kirche All Saints Episcopal Church. Sie wurde 1981 als Listed Building der Kategorie C ausgewiesen und damit unter Denkmalschutz gestellt. Gleiches gilt für das, etwas außerhalb im Norden gelegene Glencarse House.